# Бобінка (річка)
Бо́бінка (Боб'їнка; рос. Бобинка, Бобьинка) — річка в Росії, права притока річки Іж. Протікає територією Можгинського та Малопургинського районів Удмуртії, Агризьким районом Татарстану.
Річка починається за 1 км на південний схід від села Нова Бія на території Можгинського району. Протікає спочатку на північний схід, біля села Бальзяшур повертає схід. Потім річка входить на територію Малопургинського району і через 3 км повертає на південний схід. Після села Боб'я-Уча річка знову повертає на схід, а після села Абдес-Урдес — на південний схід. Після села Верхня Іж-Боб'я річка повертає на північний схід і входить в межі Агризького району. Після села Іж-Бобя повертає на південний схід і тече в такому напрямку до самого гирла. Впадає до Іжа нижче села Іж-Боб'я. Береги місцями заліснені, окремі ділянки заболочені. Приймає багато дрібних приток, найбільша з яких ліва Бугришка, створено ставки.
Над річкою розташовані такі населені пункти
- Малопургинського району — Боб'я-Уча, Сосновка, Абдес-Урдес, Верхня Іж-Боб'я;
- Агризький район — Іж-Боб'я